# Scurry
Scurry è un centro abitato degli Stati Uniti d'America situato nella contea di Kaufman dello Stato del Texas.
La popolazione era di 681 persone al censimento del 2010. Fa parte della Dallas-Fort Worth Metroplex.

## Storia
I primi coloni della zona arrivarono a metà degli anni 1840. Nel successivo quarto di secolo si sviluppò una comunità ecclesiale - scolastica e il numero delle fattorie aumentò. L'arrivo della Texas and Pacific Railway nel 1870 stabilì l'insediamento come punto di spedizione per gli agricoltori della zona. Quando i residenti locali hanno richiesto un ufficio postale, hanno presentato il nome "Scurry" - in onore di Scurry Dean, ucciso durante la Guerra Civile. Il servizio postale iniziò nel 1883 e un anno dopo Scurry aveva una popolazione stimata di 50 persone. Nel 1914, la comunità ospitava circa 400 persone e un certo numero di aziende. La Grande Depressione ha causato il declino di Scurry, che è durato per tutto il primo decennio dopo la seconda guerra mondiale. Solo 250 persone rimasero nella metà degli anni '50. La tendenza si è invertita durante la seconda metà del XX secolo. Nel 1990, 9 aziende e circa 315 persone vivevano nella comunità. Quella cifra si avvicinò a 600 nel 2000 e Scurry fu ufficialmente incorporata come città tre anni dopo.

## Geografia fisica
Scurry è situata a 32°31′07″N 96°22′51″W (32.518611, -96.380833), lungo la strada statale 34 nel sud-ovest della contea di Kaufman, circa 4 miglia a sud ovest di Kaufman e 37 miglia a sud est di Dallas.